# 149 км (зупинний пункт, Дніпровська дирекція Придніпровської залізниці)
Платформа 149 км — пасажирський залізничний зупинний пункт Дніпровської дирекції Придніпровської залізниці на електрифікованій лінії Верхівцеве — Запоріжжя-Кам'янське між станціями Воскобійня (8 км) та Кам'янське-Пасажирське (3 км).  Розташований у західному передмісті міста Кам'янське, у місцевості Романкове.

## Пасажирське сполучення
На платформі 149 км  зупиняються приміські електропоїзди сполученням:
- Дніпро — Верхівцеве;
- Дніпро — П'ятихатки;
- Дніпро — Кривий Ріг[2].